# 尤金·库宁
尤金·库宁（1956年10月26日—）是一位俄裔美国生物学家，美国国家生物技术信息中心（NCBI）资深研究员，主攻演化生物学和计算生物学。